# Gundebald
Gundebald o Gondebald fou rei de Burgúndia. Era nascut abans del 455. A la mort del seu pare el 463 va designar successors als seus quatre fills, però el germà del difunt Khilperic I conservaria el poder de fet almenys fins a 476 i potser fins al 480. No és clar si els quatre germans foren reis o havien d'esperar a la mort de l'oncle, però en el millor dels casos el seu poder era compartit. El 476 va derrotar i matar els seus germans Gundemar I i Khilperic II, que s'havien aliat contra ell, i llavors va assolir el poder; Khilperic I fou també eliminat o va morir poc després, i vers el 480 es va repartir el regne amb el seu germà Godegisil, hi hauria obtingut la part sud amb capital a Viena del Delfinat o a Lió.
El 500 el seu germà Godegisil va ocupar Viena del Delfinat aliat als francs. Però Gundebald va reagrupar les forces, va atacar la capital i va derrotar a Godegisil al que va fer matar junt amb la dona i els dos fills. Llavors es va apoderar dels seus dominis, la part nord de Burgúndia, i va governar com únic sobirà a tots els territoris burgundis amb capital a Lió. Va treballar per la unitat de burgundis i gal·loromans. El seu regne fou anomenat Burgúndia per regnum Burgundiae i va originar el posterior nom de Borgonya. Fou el gran recopilador de la llei dels burgundis.

## Família
fill de Gondioc i net de Gondicari. Gundebald va tenir per esposa a Caretena, una catòlica amb la que va tenir dos fills legítims: 
- Sant Sigismond, rei dels burgundis. Aquest es va casar en primeres noces amb Ostrogotha, filla de Teodoric el Gran, rei dels Ostrogots. Segimon va tenir: una filla, Suavegota, promesa i després casada amb el rei dels francs Teodoric I d'Austràsia, fill gran de Clodoveu; i un fill, Sigeric.
- Gundomar III, rei des burgundis del 524 a 534, data en què va desaparèixer

## Gundebald a Itàlia
Gondebald va aparèixer a Itàlia per primer cop el 472 en el moment de la mort d'Antemi, on ja abans hauria rebut una educació esmerçada a la cort de Ravenna dirigida pel seu oncle el patrici Ricimer i havia estat enviat a la Gàl·lia com a mestre dels soldats; després fou elevat a patrici abans de la mort de Ricimir el 8 d'agost de 472, a causa d'unes febres, sent nomenat per l'emperador Olibri que va morir de mort natural (suposadament) el 23 d'octubre. Llavors Gundebald va participar en l'elecció del seu successor Gliceri, però l'emperador d'Orient Flavi Valeri Lleó va imposar a Juli Nepot.

## Presa del poder
Gondebald va retornar a Burgúndia vers 473 quan Khilperic I havia quedar sol al tron i s'albirava la successió. Vers el 474 els seus germans Gundemar I i Khilperic II es van aliar i vers el 475 va esclatar la lluita civil. Gundebald, derrotat va haver de fugir i es va haver d'amagar però quan al cap d'uns mesos els vencedors van llicenciar les seves forces, Gundebald va reagrupar als seus partidaris i va entrar a la capital Viena del Delfinat, on els seus germans foren morts un cremat en el seu refugi i l'altre executat amb la seva família. Khilperic I hauria conservat algun tipus de poder fins a la seva mort entre 476 i 480 (és possible però que seguís la sort dels dos derrotats), però en toc cas segurament el poder efectiu ja va quedar en mans de Gundebald. Conforme al costum burgúndia, Gundebals va repartir el poder (o el regne) amb el seu germà Godegisil, que havia restat neutral en la lluita contra els seus germans. Es parla generalment d'un repartiment del regne amb Gundebald al sud amb capital a Viena del Delfinat o a Lió i Godegisil al nord amb capital a Ginebra.
Avit de Viena, en una carta, ens el mostra afligit de la mort dels seus germans: 
| « | Abans plorava amb una emoció inexpressable la pèrdua dels seus germans i l'aflicció de tot el seu poble s'associava al seu dol reial. I tanmateix, era la bona fortuna del seu regne que, disminuint el nombre de personatges reials, no guardava a la vida més que allò amb qui n'hi havia prou per a l'ordre. | » |

## Regnat amb Godegisil
Després de la mort de Khilperic II i Gundemar I, un nou repartiment del regne va tenir lloc entre Gundebald i Godegisil. El 491, Gundebald va consentir atorgar la mà de Clotilde de Borgonya, la seva neboda, la segona filla de Khilperic II, al rei dels Francs Clodoveu I amb qui aquest últim es va casar el 493. Va emprendre el 492, una expedició a Itàlia (Ligúria i Llombardia) de la qual va tornar victoriós. És de resultes d'aquesta expedició que una ambaixada enviada per Teodoric el Gran pel rescat dels presoners italians, que la filla de Teodoric, Ostrogota, va ser concedida en matrimoni al fill de Gundebald, Segimon. El rei burgundi va donar la seva ajuda a Clodoveu I en el moment de la batalla que el rei franc va lliurar victoriosament contra els alamans a Tolbiac el 496, permetent als burgundis estendre les seves fronteres fins al riu Reuss a la frontera de Suïssa.
Gundebald era arrià i malgrat els esforços del bisbe Avit, el seu amic confident i conseller, que van continuar sent vans, el rei burgundi va preferir continuar sent arrià com la majoria del seu poble, preocupat, sens dubte, de mantenir la concòrdia entre els burgundis aris i gal·loromans catòlics. El matrimoni de Clotilde de Borgonya, fervent catòlica, molt pietosa, que segons Gregori de Tours estava molt ressentida contra el seu oncle Gundebald assassí del seu pare, va ser d'una gran importància per als destins del regne burgundi.
El proselitisme del qual va fer prova Clotilde per obtenir la conversió de Clodoveu I a la religió cristiana havia estat coronat d'èxit després de la victòria dels francs a la batalla de Tolbiac. Aquesta conversió a la fe catòlica de Clodoveu I va empènyer l'episcopat, el seu cap, amb el bisbe Avit, l'amic de Gundebald, al capdavant, a aportar el seu suport al rei dels francs, saludant en aquest «un nou Constantí». L'Església va fer la fortuna dels francs convertits i la ruïna dels burgundis arrians sords a les exhortacions de conversió dels bisbes catòlics.
El rebuig de Gundebald de convertir-se hauria estat el senyal per a Clodoveu d'anar contra els burgundis. Però Clotilde hauria empès, segons la tradició, el seu marit a atacar el responsable de l'homicidi del seu pare.

## Guerra entre Gundebald, Godegisil i Clodoveu
Gregori de Tours narra en aquests termes aquesta guerra que es va desenvolupar el 500 a la Histoire des Francs, II, 32: 
| « | Els dos germans, Gundebald i Godegisil tenien el regne que rodeja el Roina i el Saona i la província de Marsella; tots dos com el seu poble estava sotmès a l'heretgia arriana. Es van combatre un a l'altra. Godegisil que havia sentit parlar de les victòries del rei Clodoveu li va enviar ambaixadors secrets amb aquest missatge: si tu m'ajudes contra el meu germà de manera que el pugui matar en la guerra o expulsar-lo de la regió, et pagaré un tribut anual que tu mateix fixaràs. Clodoveu va acceptar la proposta i li va prometre ajut on fos necessari i al moment convingut va aixecar un exèrcit contra Gundebald que desconeixent la trampa del seu germà li va escriure: Vine a ajudar-me doncs els francs s'uneixen contra nosaltres i envaeixen el nostre país per apoderar-se'n; unim-nos doncs junts contra aquestos enemics perquè si restem separats patirem la sort que ja han patit altres pobles. Godegisil li va respondre: Anire a ajudar-te amb el meu exèrcit. Els tres van aixecar els seus exèrcits. I així van arribar a la vora del castell de Dijon. Convergint vers el riu d'Ouche, Godegisil es va unir a Clodoveu i les dues armes unides van aplanar l'exèrcit de Gundebald. Quan aquest, que no havia suposat la traïció del seu germà, se'n va adonar, va girar cua i va fugir a través de les maresmes a la vora del Roine, arriban a Avinyó. | » |

Gundebald es va tancar a Avinyó sota la protecció de les muralles de la ciutat. El setge de la ciutat va ser massa per llarg pel gust de Clodoveu que va acceptar negociar. El vençut es va acostar al vencedor i se'n reconegué el tributari i el franc es va allunyar. Gundebaud va mobilitzar de nou un exèrcit i es va dirigir cap a Viena del Delfinat on el seu germà s'havia instal·lat, i la va assetjar. La ciutat de Viena no estava llesta per sostenir un setge. Godegisil va decidir expulsar totes les boques inútils, ja que la fam era una amenaça certa. Va expulsar entre altres a l'encarregat de l'aqüeducte, que, ofès, va proposar a Gundebald entrar a la ciutat per aquest aqüeducte. Gregori de Tours relata:
| « | [...]. Després d'això Gundebald havent reagrupat les seves forces, i ometent ja pagar el tribut promès al rei Clodoveu, va avançar contra Godegisil el seu germà, i el va assetjar a Viena del Delfinat. D'ençà que els queviures van començar a mancar i temerós que la malnutrició no s'estengués a les seves forces, Godegisil va expulsar de la ciutat a tota la gent pobre. Entre els expulsats hi havia un treballador de la ciutat encarregat de la cura dels aqüeductes. Irritat d'haver estat expulsat amb els altres, va anara ple de ràbia a trobar al Gundebald i li va mostrar per quin punt podria entrar a la ciutat i venjar-se del seu germà. El treballador va dirigir l'exèrcit assetjant per l'aqüeducte, precedits d'un bon nombre de tropes armats amb palanques de ferro. Hi havia una lluerna tapada per unes grans pedres que fou moguda per mig de les palanques i sota la direcció del treballador, i per allí van entrar a la ciutat i van sorprendre al soldats que estaven llençant fletxes des de les altures defensives. Tocant la trompeta al mig de la ciutat, els van atacar, es van apoderar de les portes, i les van obrir, i es van precipitar junts els de fora i dins pels carrers i enmig d'aquestos els dos exèrcits es van enfrontar i massacrar. | » |

Godegisil es va refugiar a la catedral arriana. Gondebald hi va anar i el va matar allà mateix segons segueix relatant Gregori de Tours:
| « | Godegisil es va refugiar a l'ésglésia dels heretges, on fou mort junt amb el bisbe arrià. Els francs que encara estaven al costat de Godegisil es van retirar tots a una torre. Gundebald va ordenar no fer-lis cap mal i els va fer presoners enviant-los en exili a Tolosa de Llenguadoc amb el rei Alaric. Llavors va matar els senadors i als burgundis partidaris de Godegisil i va posar sota la seva dominació tot el país que s'anomena actualment Borgonya | » |

Va matar la dona i els dos fills de Godegisil, i només es van salvar les seves dues netes: Sedeleubeuda i Gunteuca (o Gondioca). Gundebald va fer matar els senadors gal·loromans que havien pres partit pel seu germà en mig d'atroços suplicis. Els soldats francs van ser arrestats i van ser enviats a Tolosa de Llenguadoc al rei Alaric II. En endavant, Gundebald fou l'únic rei. Gregori de Tous diu que va promulgar per als burgundis lleis més suaus per tal que no oprimissin els romans.

## Gundebald rei de tota la Burgúndia
Després de la guerra de l'any 500 (o 501) i el tractat que va signar l'any següent amb el sobirà franc sobre el riu de La Cure (llatí Quoranda) Gundebaud era d'ara endavant lliure de consagrar-se al govern interior segons les seves inclinacions més aviat pacífiques, fins i tot refinades. Pastat de cultura romana, s'havia envoltat de lletrats gal·loromans, Placidus, Lucanus, Héraclius, Laconius (Plàcid, Lucà, Hercali i Laconi) formaven part dels seus consellers. En feia igualment part Siagri de Lió, que sabia parlar la llengua burgúndia i que Sidoni Apol·linar havia dit novus Burgundionum Solon, (un modern Soló). Avit de Viena assegura que coneixia els texts sagrats llatins i grecs, i Marius d'Avenches diu que el seu regnat es desenvolupa feliciter (feliçment). El regne de Gundebald havia arribat llavors a la seva major extensió; anava del Loira i del Roine als Alps i al Rin, abraçant una bona part de Suïssa i mentre que del costat del nord, superava la ciutat i la plana de Langres, i fregava al límit dels Vosges, al sud, englobava Provença, i fins i tot Marsella en un moment, en formava part.

### Burgundis i gal·loromans
Gondebaud, en qualitat de rex Burgundionum tenia la doble posició de rex i de patricius que li donava la seva legitimitat envers els burgundis i els gal·loromans. Es va esforçar a apaivagar-se les tensions religioses i a mantenir el fràgil equilibri entre els seus súbdits germànics gairebé tots arrians i els seus súbdits gal·loromans de confessió catòlica. La coexistència entre les dues confessions, es va manifestar fins i tot al si de la família reial. Ell mateix va restar sord a les crides a la conversió que li va llançar amb insistència el bisbe Avit de Viena, però la seva esposa Caretena, va morir el 506 sent catòlica, i això li va facilitar l'adhesió dels catòlics. «Gundebald va jugar un joc complex de suport a l'Església arriana i de favors amagats, atorgats per l'intermediari de la seva esposa Caretena als catòlics» segons escriu Rheinhold Kaiser. Va empènyer la seva confiança envers els catòlics i el seu clergat fins a posar en mans el bisbe Avit de Viena l'educació del seu fill Segimon que es va convertir al catolicisme cap al 506. Va conservar les estructures establertes per l'Imperi on cada ciutat era governada per un comte. L'equilibri entre els gal·loromans i els burgundis va ser acuradament mantingut per la regla que establia que dos comtes fossin en funcions a cada ciutat, un romà i un burgundi, jutjant cadascun segons el seu propi dret i aplicant la que els francesos anomenen llei "gombette", que és la Lex Burgundionum. Aquesta llei que estava constituïda a la vegada per una posada per escrit de les regles del dret aplicables als burgundis i les que havien de ser aplicades «entre un burgundi i un romà.

### La Lex Burgundionum
El nom de Gondebaud va molt lligat a l'obra legislativa del seu regnat. El rei burgundi va prescriure la codificació dels usos a respectar entre els seus assumptes i va ser el promulgador de la llei dita en francès Gombette (Lex Gumbata o Gundobada, en record del seu nom, o lex Burgundionum. Va ser promulgada, segons l'opinió més general, el 501/ 502. Gundebald va ser el primer sobirà a les Gàl·lies a haver dotat als seus súbdits un cos de lleis nacionals. En aquesta època les lleis es lligaven a la persona, a la nacionalitat i no al territori, segons el principi de la «personalitat de les lleis». El gal·loromà que vivia als estats de Gondebaud havia de tenir la seva llei, diferent de la dels burgundis; allò que explica que el vocable llei Burgundionum  amagatall en realitat dues lleis: la lex Gundobata, aplicable als assumptes burgundis i la lex Romana Burgundionum aplicable als assumptes gal·loromans del regne; aquesta última va rebre també el nom de Papien. Els dos drets que estaven de manera simultània en vigor obligaven el jutge, abans de cap altra decisió, a preguntar per la nacionalitat del demandant o de l'acusat. La llei promulgava també el principi de la «hospitalitat». Aquest principi fixava les condicions del repartiment de les terres, així com les obligacions recíproques de cadascuna de les parts, entre els «bàrbars», nous vinguts, i els antics propietaris del sòl. Aquest repartiment s'havia de fer sense violència, descobrint així el caràcter més aviat pacífic dels burgundis. La llei legislava igualment sobre les penes a infligir als crims i delictes. Va ser augmentada pels seus fills Sigismond i Gundomar III. Aquesta llei va tenir en principi 88 títols, després en la seva última versió, 105 títols. La Lex Romana Burgundionum incloïa 47 títols i 176 articles.

### Inversió d'aliança
Potser cal veure (segons Rheinhold Kaiser) en la conversió de Segimon - gendre del rei d'Itàlia de religió arriana Teodoric el Gran- al catolicisme vers el 506, la causa de la inversió d'aliances que s'òpera a favor dels francs i en detriment dels gots. El 507, a la batalla de Vouillé, contra els Visigots d'Alaric II, moment en el qual l'immens territori dels visigots va caure sota el domini del rei franc, Gundebald feia causa comuna amb Clodoveu I. El 508, francs i burgundis encara anaven junts en contra dels ostrogots contra els que devien intentar conservar Provença. Francs i burgondis foren derrotats pels generals de Teodoric el Gran, Ibba i Mammo, i Gundebald no va poder recobrar la possessió d'Arles i Marsella.

## Fi de regnat
Gundebald va voler evitar els inconvenients del sistema germànic aplicat a la successió del regne i va establir per al seu fill Segimon el sistema de la primogenitura. Alguns anys abans de la seva mort, va fer proclamar el seu fill gran com el seu successor presumpte. Va morir el 516, probablement a Ginebra.